# Castillo de Centellas
El Castillo de Centellas, también conocido como Castillo de Sant Martí y Castillo de Sant Esteve (hasta el siglo XIII), está situado en San Martín de Centellas (Barcelona), en el cerro Agulla de Sant Martí, a 855 metros de altura, es uno de los ejemplos más importantes de fortificación medieval y moderna de España. En el año 1988 fue declarado Bien de Interés Cultural.

## Descripción
La muralla tiene una longitud de aproximadamente 200 metros y una anchura de 80 metros en la parte más mayor. Aunque la gran parte de la estructura que se conserva es de los siglos XV y XVI, el castillo ya existía -con el nombre de "castillo de San Martín"- en el año 898. Originariamente, pues, fue un castillo fronterizo, al que corresponde su primera estructura el Castillo soberano, documentado ya en el siglo IX, en un punto más elevado del edificio actual que se conserva.

## Historia
Entre los siglos IX y XV el castillo fue el centro de la poderosa baronía de Centelles y, durante la guerra civil catalana del siglo XV, fue elegido como residencia de Pedro IV de Aragón, llamado «el Condestable de Portugal», rey de los catalanes. En este periodo se alternaron los enfrentamientos bélicos por el control del castillo con los trabajos de ampliación y ornamentación necesarios para convertirlo en una residencia real.
Los poseedores han sido siempre de la familia de los Centelles, originarios de una masía de la zona que se ennobleció y convirtió en feudatarios de los condes de Barcelona. Es el nombre de la familia lo que adoptarán las poblaciones más cercanas al castillo: San Martín de Centellas y Centellas. Posteriormente fue importante como plaza señorial, desde la que se controlaba una extensa baronía que reunía los actuales municipios de Centellas, San Martín de Centellas, Tona y Seva, y que llegaba hasta el Vallés Oriental, controlando la entrada del valle del Congost y la plana de Vic.
A lo largo de la historia el castillo fue confiscado a los Centelles y se convirtió en residencia real durante la guerra civil catalana durante el período 1462-1472. Fue, además, punto de reunión de tropas en más de una ocasión durante la Sublevación de Cataluña (1640-1659) y posteriormente, en la guerra de sucesión española (1705) fue la zona desde la que los migueletes vicenses partidarios al archiduque Carlos bloquearon las tropas filipistas del virrey Velasco. Durante la Guerra de la Independencia Española, las tropas francesas, en 1809, ocuparon la población de Centellas y el castillo. En el transcurso de las guerras carlistas, las partidas lo convirtieron en una de las madrigueras desde los que atacaban a las poblaciones vecinas.